# دولو (إيطاليا)
دولو (بالإيطالية: Dolo)‏ هي بلدية في مدينة البندقية بمنطقة فنيتة، شمال إيطاليا.